# Abtei Maillezais

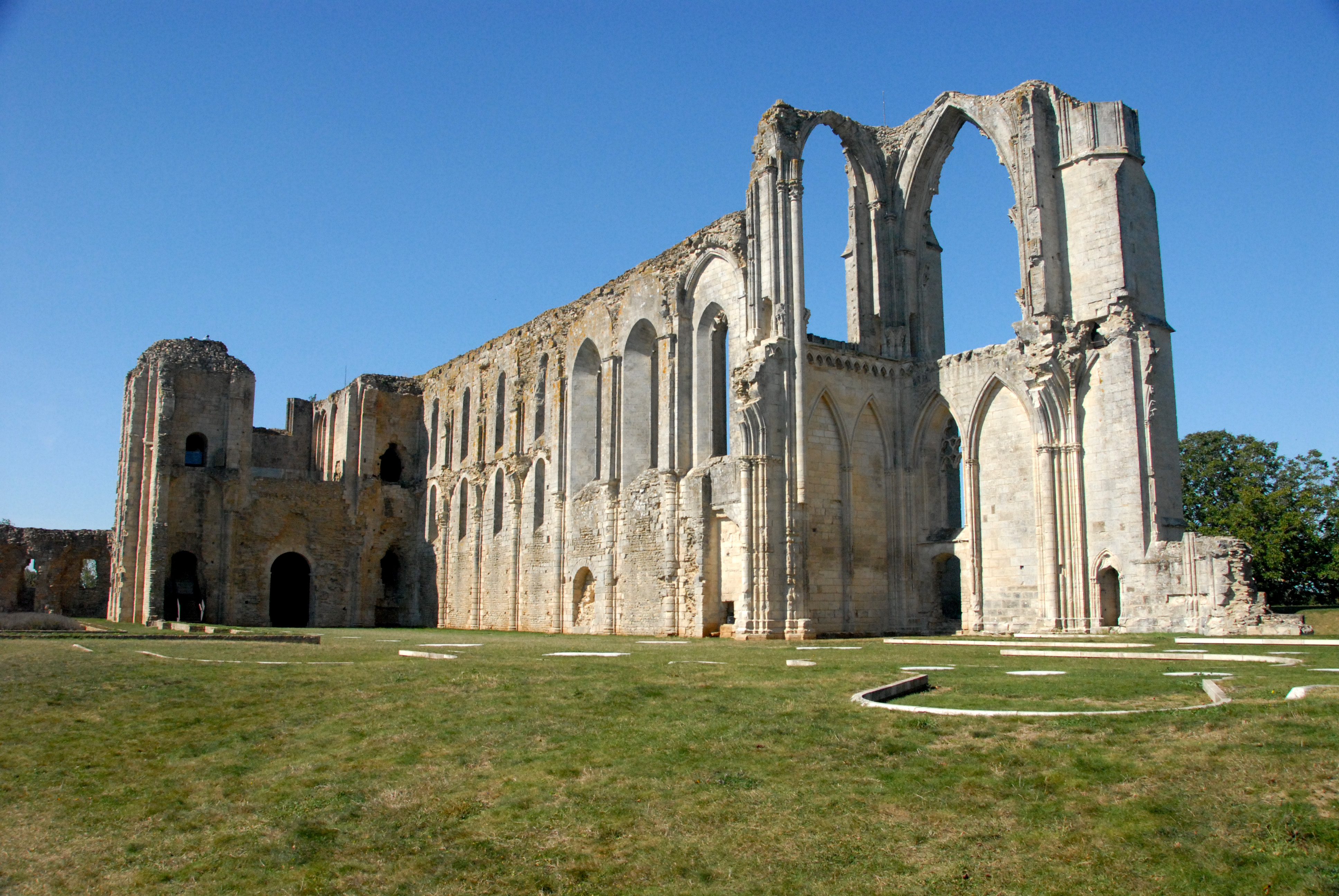
Maillezais, Abteikirche, Ruinen von Südosten

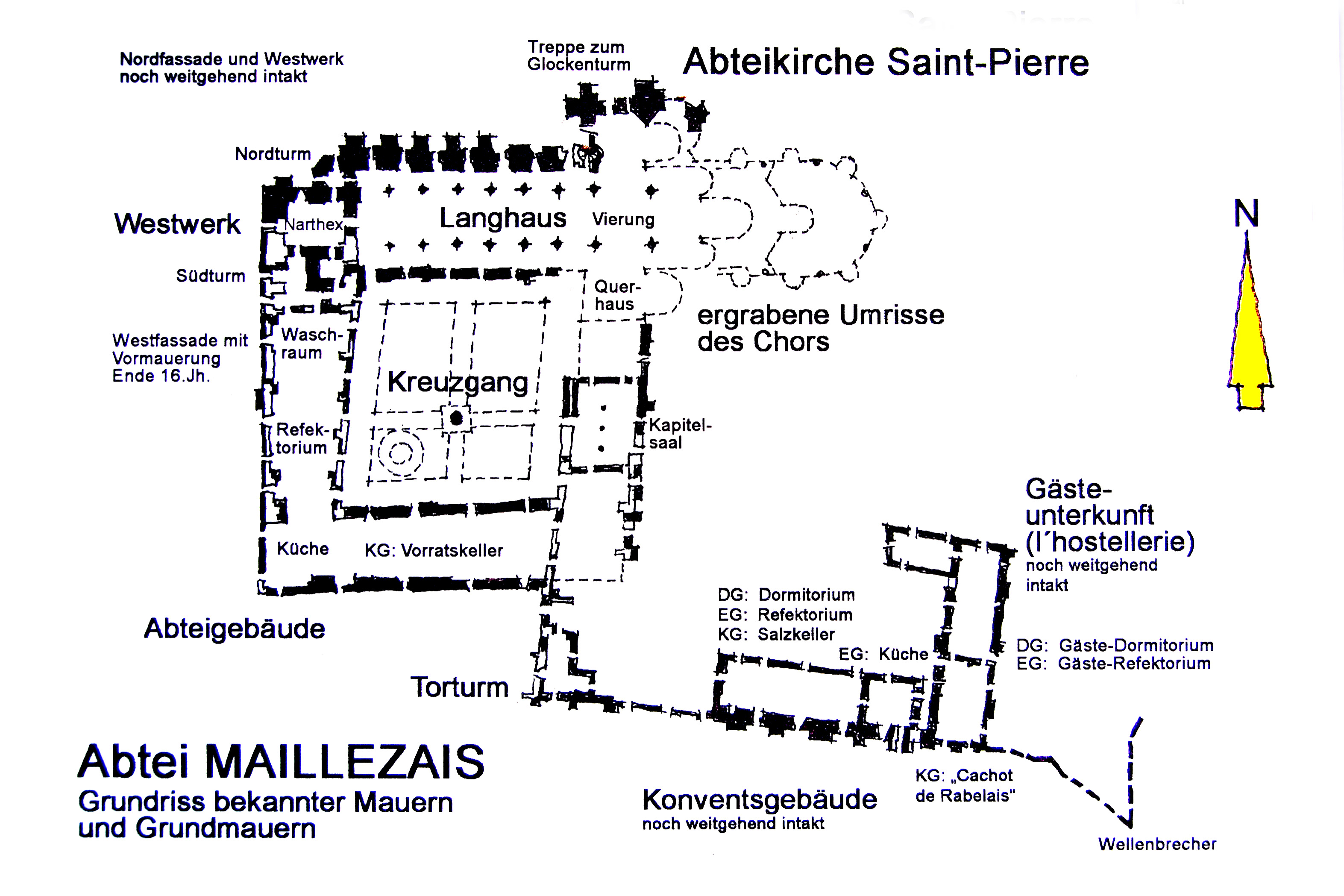
Maillezeis, Abtei, Grundriss

Die Abtei Maillezais ist eine ehemalige Benediktinerabtei in der französischen Gemeinde Maillezais, im Département Vendée, in der Région Pays de la Loire. Der Ort liegt ca. 10 km südöstlich von Fontenay-le-Comte und ca. 25 km westlich von Niort am Ufer der Jeune Autise. Das Kloster liegt am nordöstlichen Rand des Marais Poitevin, das noch bis ins frühe Mittelalter vom Meer überspült wurde. Kloster und Ort standen auf erhöhten Kalksockeln, die aus dem Wasser herausragten.

## Geschichte

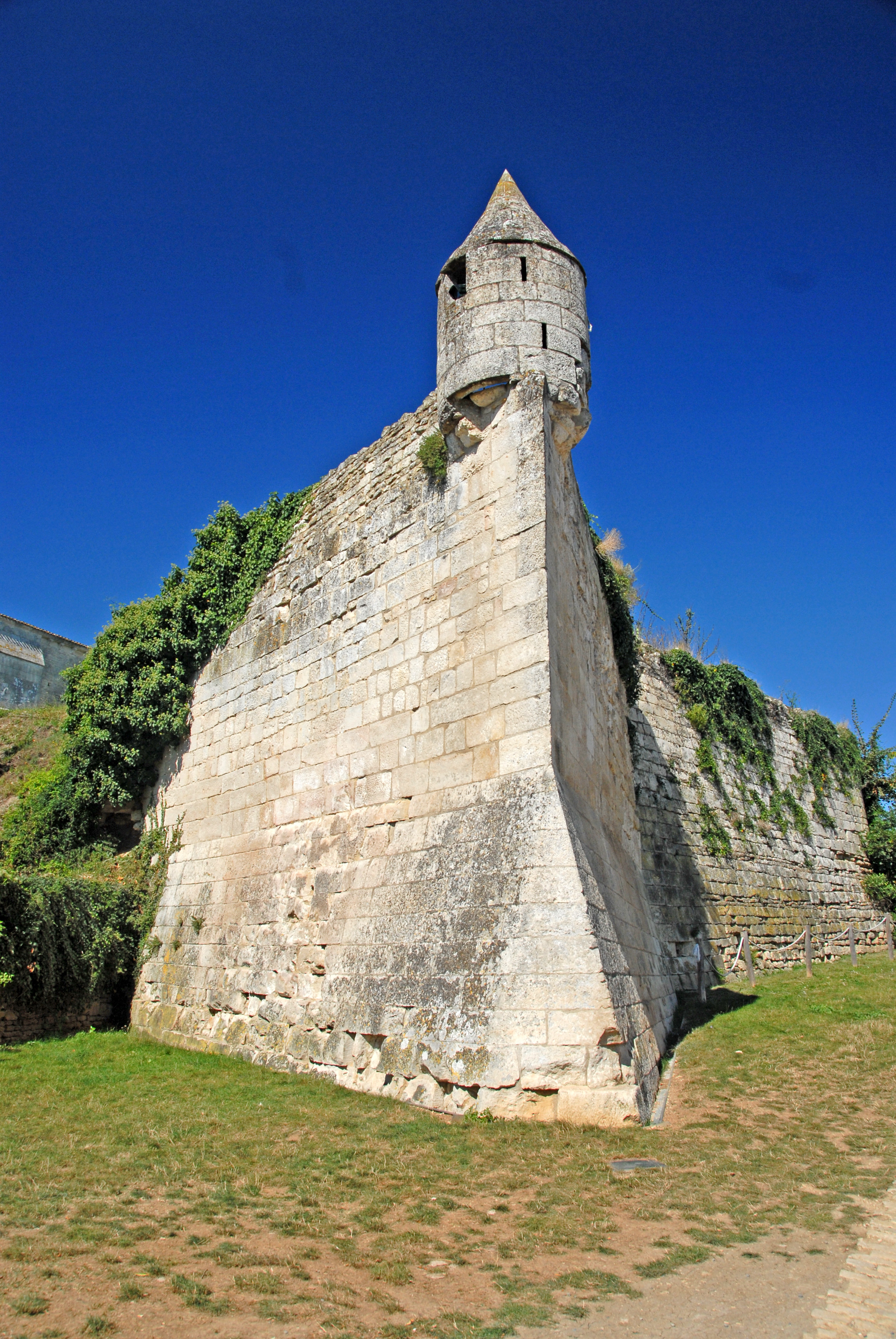
Maillezais, Wellenbrecher mit „Pfefferbüchse“

Ihre Gründung durch Herzog Wilhelm IV. Eisenarm von Aquitanien ist für das Jahr 989 beurkundet, allerdings an einer Stelle, die sich zwei Kilometer abseits des heutigen Standorts befand. Die ersten Mönche kamen aus Tours, von der Abtei Saint-Julien entsandt. Ihren späteren Platz erhielt die Abtei unter Wilhelm V., ein engagierter Förderer und Mäzen dieser Klostergemeinschaft. In ihr lebte er eine Zeit lang bis zu seinem Tode im Jahr 1030.

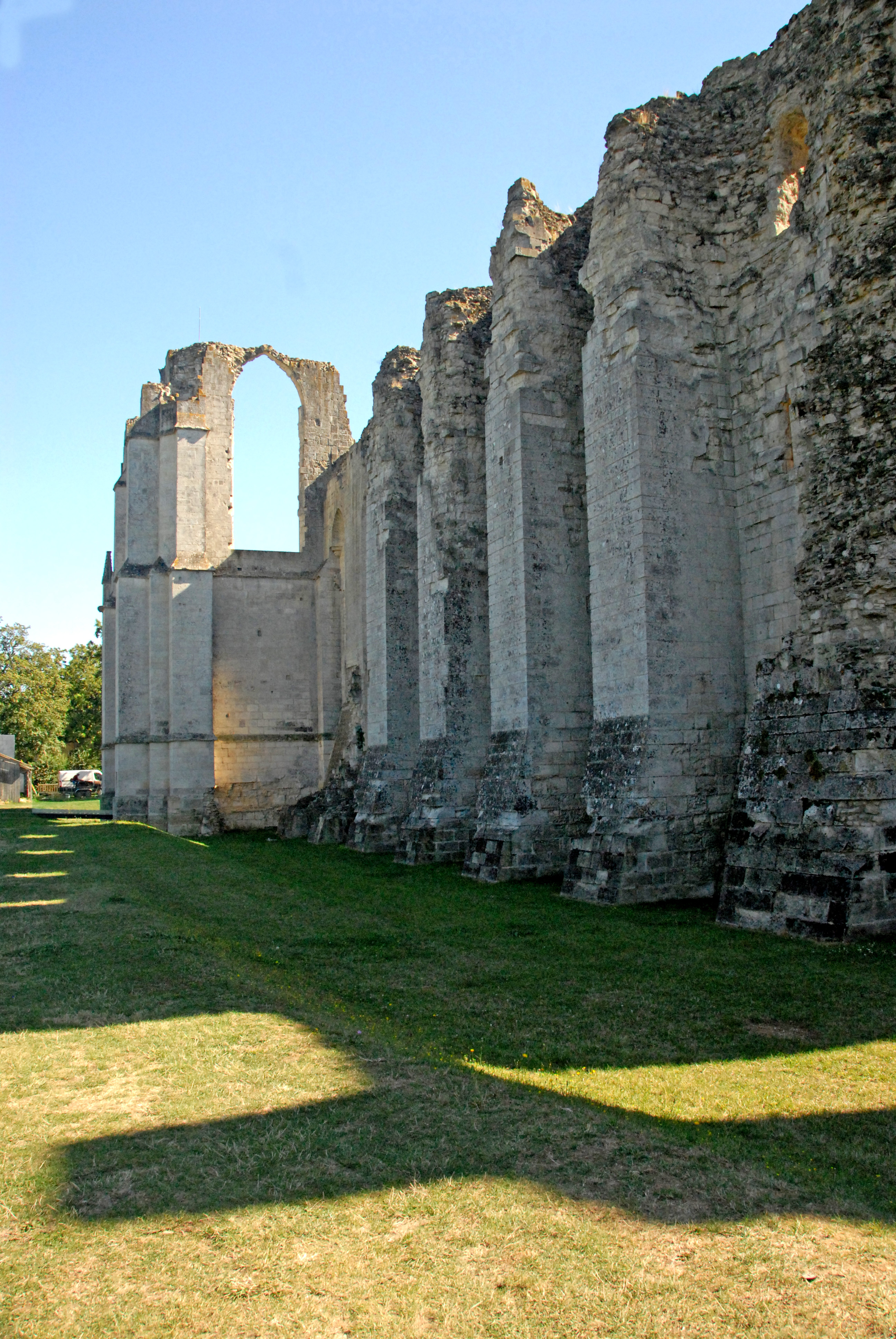
Maillezais, Abteikirche, Nordseite, Langhaus im 13. Jahrhundert kräftig verstärkt

Auch ohne seine Hilfe erfuhr die Abtei in den Folgejahren weiter steigenden Wohlstand und Wachstum, die sich aus den hohen Erträgen der von den Mönchen trockengelegten ehemaligen Überflutungsflächen und deren Bewirtschaftung entwickelten. Laut einer überlieferten Bulle des Papstes Coelestin III., datiert auf 1197, war damals die Abtei Maillezais Eigentümer von gut fünfzig Prioraten und Klöstern, die zur Mehrung ihrer Reichtümer beitrugen. Hinzu kam noch die Lage in Nähe einer der Nebenstrecken des Jakobswegs nach Santiago de Compostela, die die Einkünfte des Klosters noch aufstockten.
Papst Johannes XXII. erhob 1317 Maillezais und sein Einflussgebiet zum Bistum, der Abt wurde zum Abt-Bischof und die Abteikirche wurde zur Kathedrale, was den Höhepunkt der Blütezeit der Abtei signalisierte, nicht gleichbedeutend mit ihrem Abstieg.
In den Religionskriegen brannte die Abtei nieder, 1587 ausgelöst von einer Bestürmung der Gebäude und Anlagen durch die Hugenotten. Die Abtei wurde aufgelöst und 1589 zu einem befestigten Ort der Hugenotten umgewidmet. Der Drahtzieher dieser Aktion, Agrippa d’Aubigné, hielt sich selbst eine Zeit lang in den noch passabel erhaltenen Gebäuden auf. Nach der Ermordung Heinrichs IV. im Jahr 1610, musste er das Land verlassen, nach dem er rechtzeitig vorher Maillezais an den Herzog von Rohan verkauft hatte. Dieser trennte sich bereits zwei Jahre nach dem Kauf von seinem Besitz und übertrug ihn der königlichen Herrschaft.

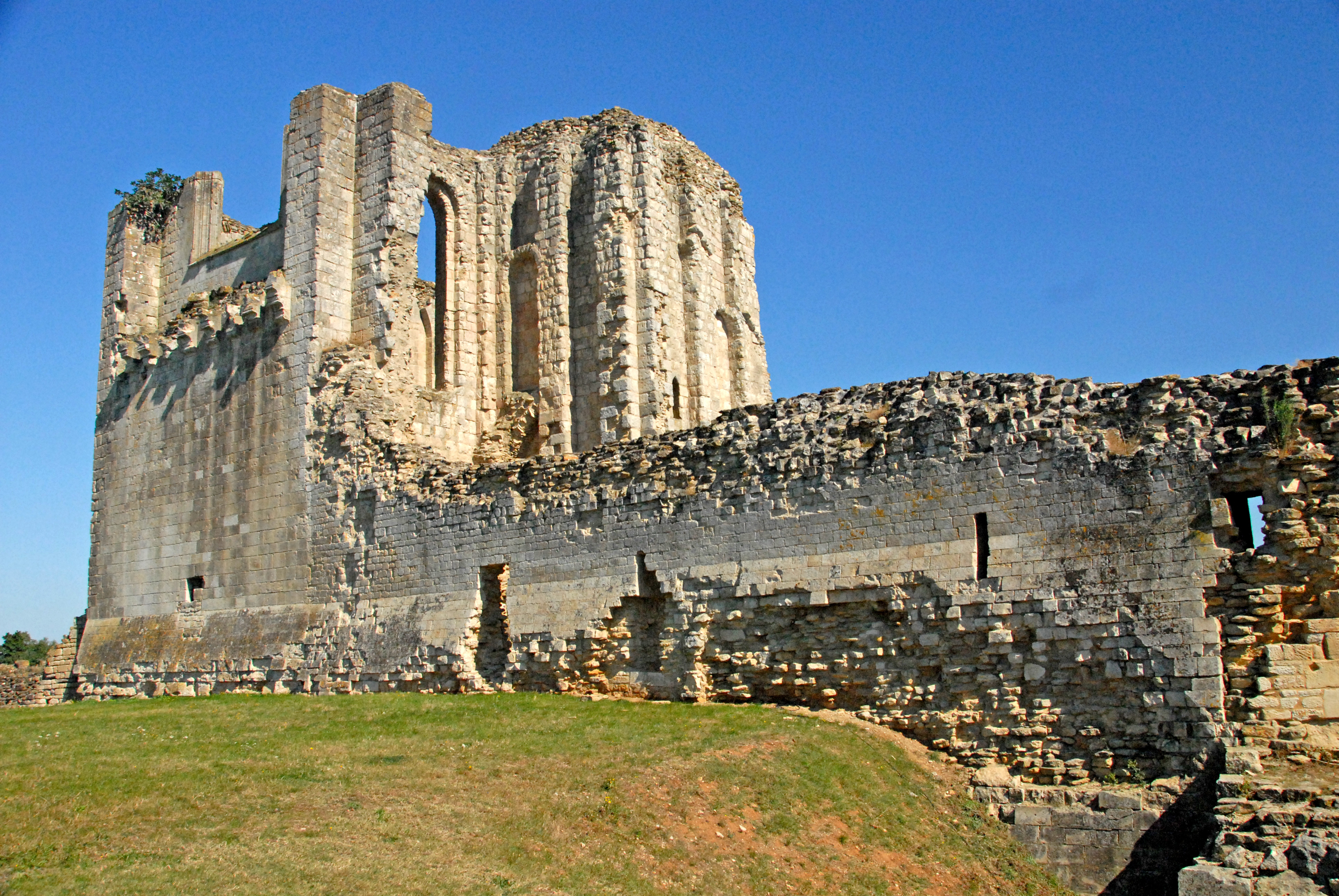
Maillezais, Abtei, Westseite, mit Vormauerung 16. Jh., Fassade der Kirche ganz verschlossen

Papst Innozenz X. besiegelte 1648 den unaufhaltsamen Abstieg der Abtei, indem er die Bischofswürde nicht mehr Maillezais, sondern dem neuen Bistum La Rochelle verlieh.
In der Französischen Revolution wurde mit den klösterlichen Gebäuden so verfahren, wie es zahlreichen ehemals kirchlichen Gebäuden und Kunstwerken ebenso zugestoßen ist. Die noch aufrecht stehenden Gebäudeteile wurden als „Nationalgut“ zum Abbruch verkauft. So entstand daraus ein Steinbruch, dem man bereits von Steinmetzen behauene Steine ohne großen Aufwand entnehmen konnte. Das Angebot fand in der Umgebung regen Zuspruch. Abbruchunternehmer räumten im großen Stil ab. Besonders im Bereich der Abteikirche wurde eingerissen. Aus diesen Abbrüchen und Verkäufen wurde deutlich mehr Baumasse zerstört und entfernt als durch die vorherigen Kriegseinwirkungen.

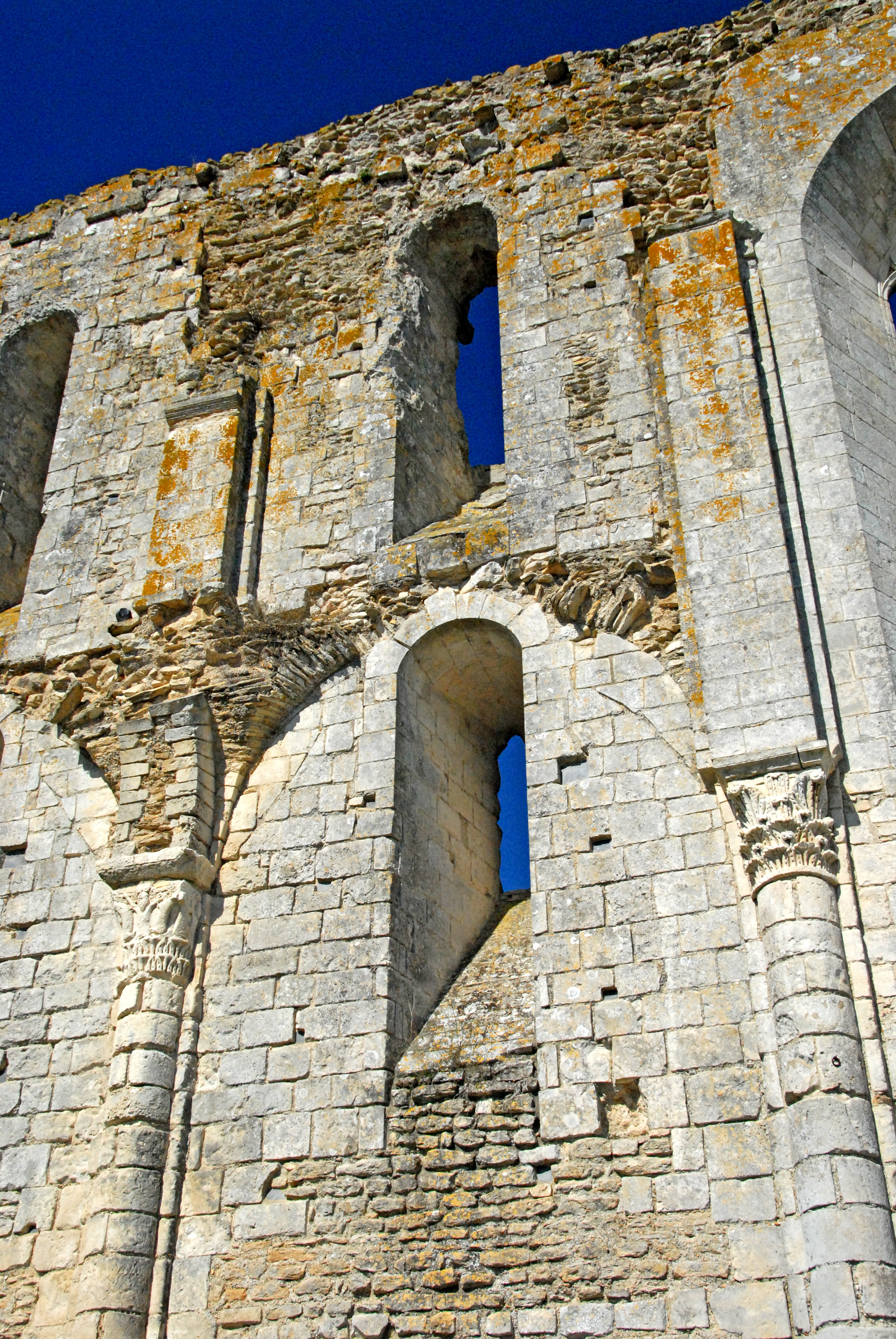
Maillezais, Abteikirche, Detail Nordwand, Ansätze Tribünengewölbe

1872 übernahm der Staat die Ruinen der Abtei. 1927 klassifizierte man die Ruinen als Monument historique und machte damit Konservierungs- und Restaurierungsarbeiten möglich.

## Abteikirche, zeitweise Kathedrale
Von der Nordwestecke aus betrachtet, täuschen die hoch aufragenden Bauteile der nördlichen Seitenschiffwand, des anschließenden Querhausarms und des Westwerks mit dem Narthex noch einen passablen Erhaltungszustand der Abteikirche vor, die dem hl. Petrus gewidmet ist. Tritt man aber durch die nördliche Pforte „in die Kirche“ ein, so muss man feststellen, dass im Bereich des ehemaligen Langhauses, Querhauses und Chorraums so gut wie nichts mehr steht. Auf einer kurz gehaltenen Rasenfläche sind lediglich Markierungen der Säulenquerschnitte und der Umrisse des Chorraumes, des Querhauses und die der Querhauskapellen zu sehen. Die rechte Langhauswand wird durch eine kniehohe Aufmauerung kenntlich gemacht.

Wendet man sich „im Schiff“ (franz. La Nef) den hohen Bauteilen im Norden und Westen zu, so erkennt man ihre Zugehörigkeit zu den verschiedenen Stilepochen des Mittelalters und deren Übergängen. Das Westwerk (franz. Massif d’entrée) mit seinem Narthex ist in der frühen Romanik um 1080 entstanden. Die beiden Türme reichen heute bis zum Gewölbeansatz der Seitenschiffe, und damit vielleicht bis auf zwei Drittel ihrer ursprünglichen Höhe. 

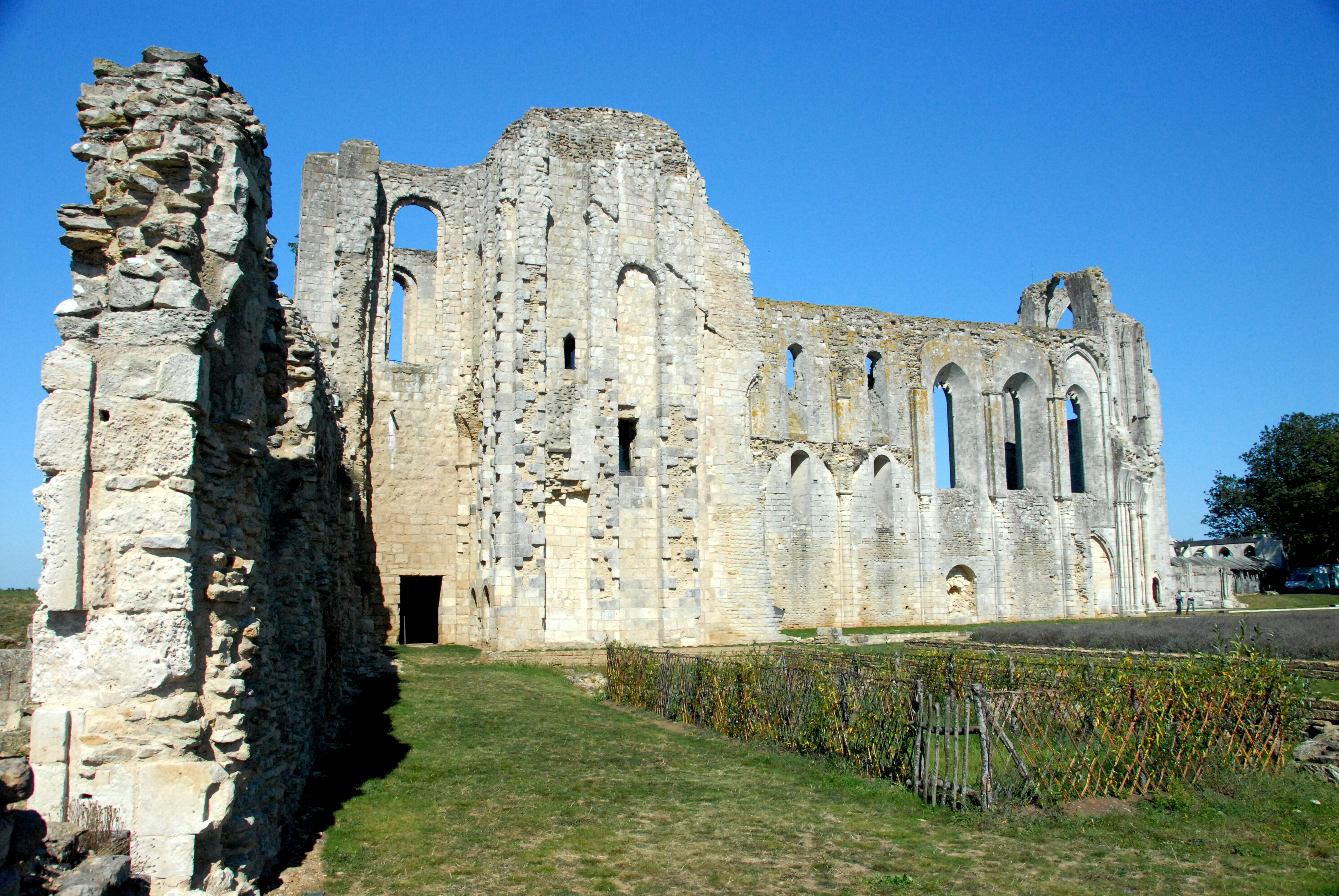
Maillezais, Abtei von Süden, West- wand links, Kreuzgang rechts hinten

Das Langhaus der Abteikirche hatte sieben Joche. Bis auf Übergänge im siebten und letzten Joch vor dem Querhaus waren alle Konstruktionen aus der Romanik des 11. Jahrhunderts. In den Seitenschiffen der ersten vier Joche waren Emporen installiert, die auf Gewölben ruhten, welche jochweise durch Gurtbögen (angespitzte ?) unterstützt waren. An der Nordwand sind noch in allen Jochen die tragenden halbrunden Pfeilervorlagen, mit pflanzlich skulptierten Kapitellen und Gurtbogenansätzen erhalten. Im Bereich der ehemaligen Emporen erkennt man unter ihnen auf den Wandflächen angespitzte Gewölbekonturen und in den Ecken Gewölbeansätze mit Graten, was auf Kreuzgratgewölbe hinweist. Ober- und unterhalb des Emporenbodens sind schlanke Rundbogenfenster ausgespart, die ebenfalls aus dem 11. Jahrhundert stammen. Oberhalb der Emporen bzw. der Kapitelle gibt es zwischen den Fenstern, in Verlängerung der unteren Halbsäulen rechtwinklige Pfeilervorlagen, die etwa in halber Höhe der romanischen Fenster in Gurtbogenansätze übergehen, in Joch 5 und 6 auch etwas höher. Darüber kann man an den Wänden, die deutlich über die Oberkanten der Fenster hinaufreichen, kaum noch Spuren von Gewölbeformen feststellen. Vermutlich gab es über den Emporen Tonnenwölbungen, die auf den Gurtbögen auflagen, über jedem Fenster dann eine Quertonne für den Lichteinfall in das Schiff. In den Jochen 5 – 7 sind keine Ansätze von Gurtbögen erkennbar.

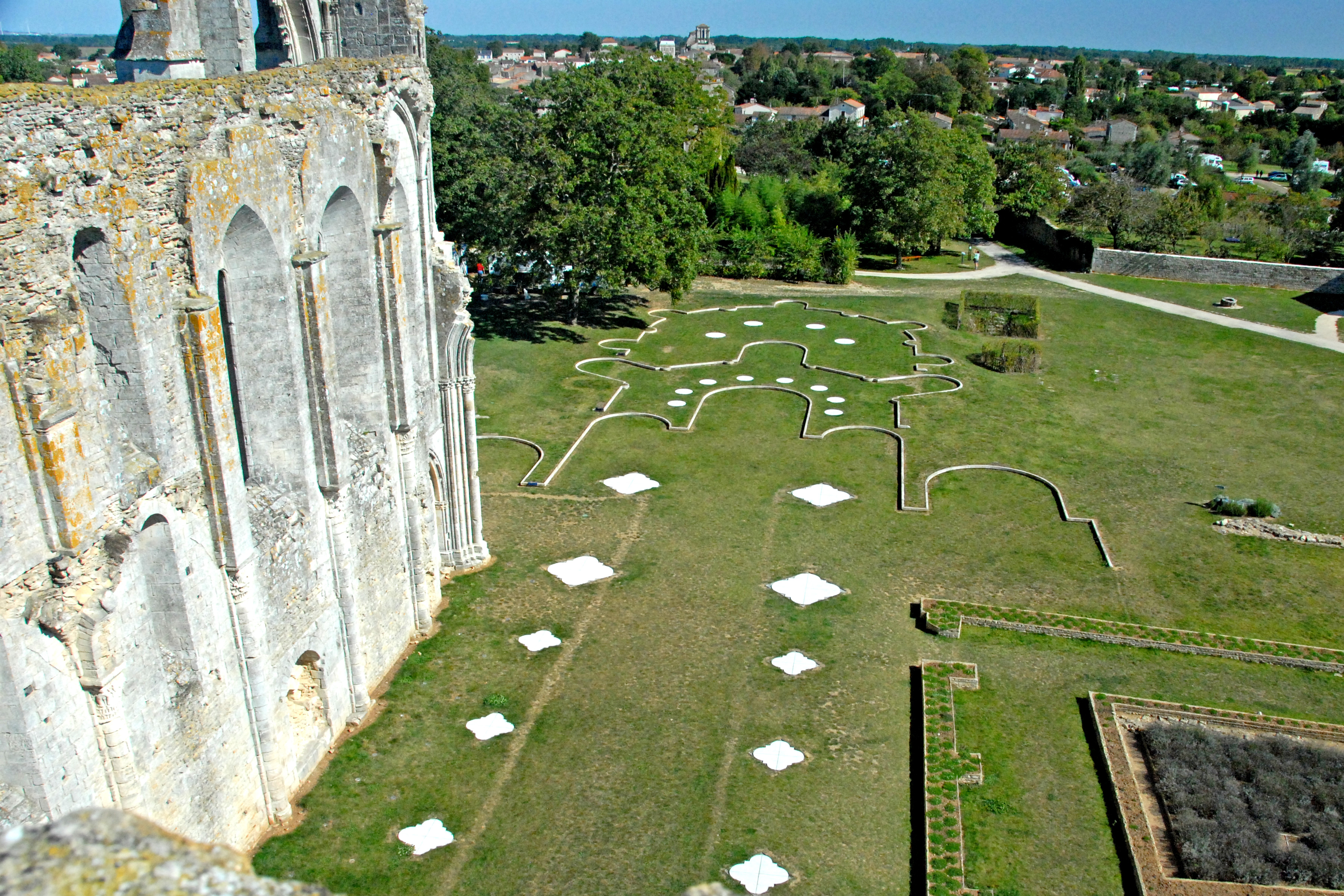
Maillezais, Abteikirche, vom Südturm nach Südost, Umrisse und Säulen, Rekonstruktion

Die deutlichen Erweiterungen der romanischen Fenster in den Jochen 5 bis 7, in Breite und Höhe – aus je zwei übereinander angeordneten wurde ein gemeinsames – und ihre Bogenform (Spitzbogen) fällt in die Zeit der Gotik um 1300, die vorhandenen Ansätze lassen ehemaliges Maßwerk erkennen.
Mitten im 7. Joch, vor dem Querhaus, wechselt die Wanddicke auf eine dünnere, die eigentliche „Nahtstelle“ der Konstruktion von Romanik zur Gotik. Die Konturen der hoch liegenden Gewölbe an den Wänden haben in Joch 5 und 6 Ähnlichkeiten mit den vorherigen, jedoch ohne die Gurtbögen. Im Joch 7 gibt es Ansätze eines spitzbogigen Gewölbes und von schlanken Rippen, was auf ein gotisches Kreuzrippengewölbe hinweist.

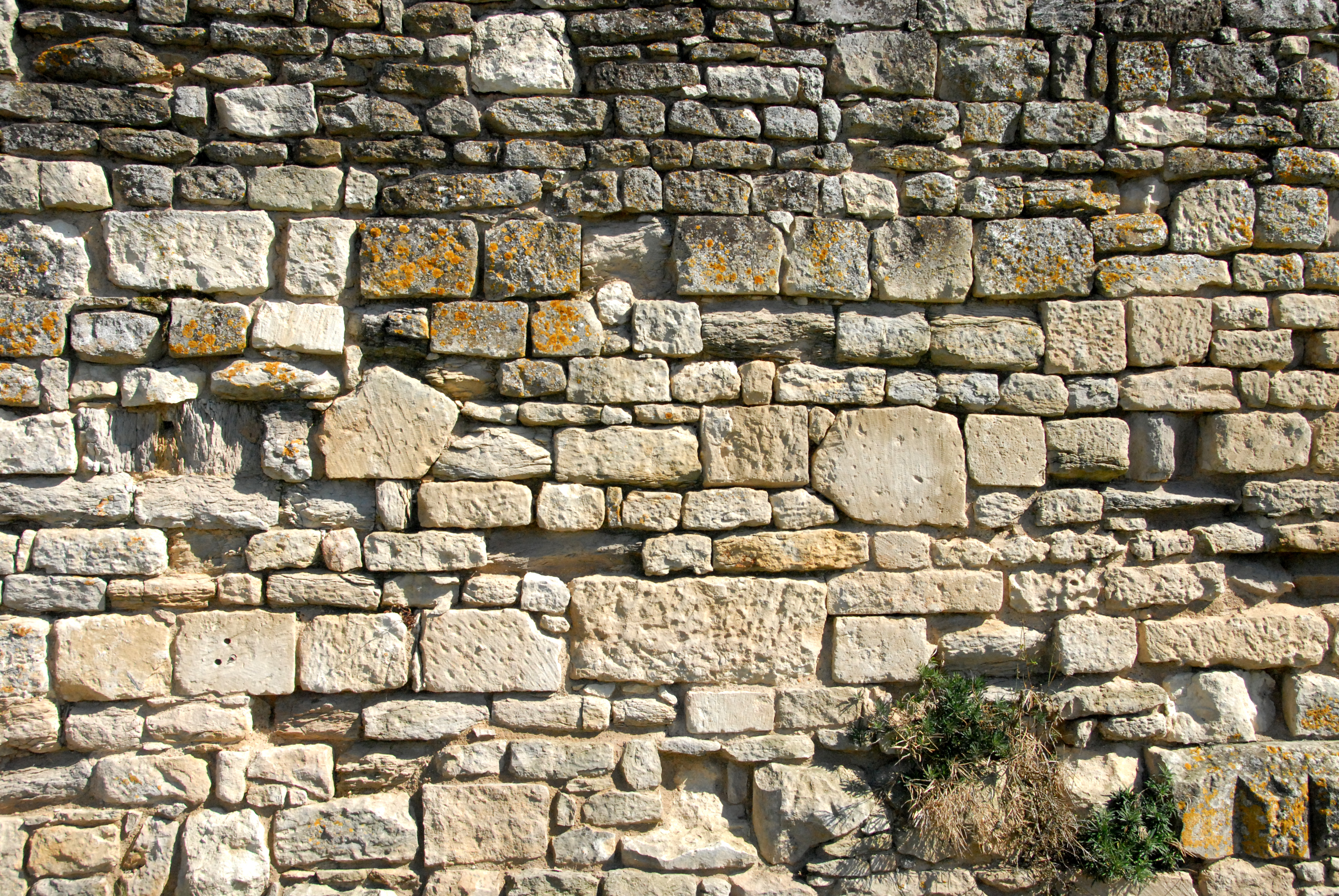
Maillezais, Abtei, Mauerwerksverband

Die fünf massiven Pfeilervorlagen außen vor der Nordwand sind im 13. Jahrhundert hinzugefügt worden, da es offensichtlich Probleme mit den Lastabtragungen der Gewölbe gegeben hat. An ihren Basen waren nach außen hin böschungsartige Abschrägungen angebracht, zur Vergrößerung der Aufstandsfläche.
Die rein gotische Architektur des Querhauses ist noch an den Fragmenten des nördlichen Querhausarms gut zu erkennen, die deutlich höher sind als die Außenwände des Langhauses. Es handelt sich dabei um dessen Kopfwand mit deren Anschlusswand zum Schiff und um einen Treppenturm, der zu einem ehemaligen Glockenturm (franz. Clocher) führen sollte. Beide Wände sind bis zu den Fensterunterkanten geschlossen, etwas über der Mitte der Wandhöhe, und mit je zwei gotischen Blendarkaden strukturiert. In einer davon befindet sich das Nordportal und darüber ein gotisches Fenster in Türbreite mit weitgehend intaktem Maßwerk. Die großen hoch angelegten Fenster sind fast so breit wie die Wandinnenflächen und werden von Spitzbögen überspannt, heute ohne höher geführte Wandteile. Das Maßwerk ist in Ansätzen zu erkennen.
Die 16 Säulen des ehemaligen Schiffs und der Vierung sind mit weißen polierten Marmorplatten dargestellt, die fehlenden Umrisse der Chorpartie und deren drei Stadien mit schmalen weißen Bordsteinelementen. Die eigentliche Größe des Innenraumes der Abteikirche kann man etwas besser erfassen, wenn man auf einen der Turmstümpfe des Westwerkes steigt.
Die Gesamtlänge der Abteikirche betrug 90 Meter, ihre Breite um 20 Meter, die Länge des Querschiffs 32 Meter. Die Höhe des Querhauses maß 30 Meter, nach seiner Erhöhung nach einem Brand im 13. Jahrhundert (zum Vergleich: der von Chartres beträgt 36 Meter). Nicht zuletzt diese riesigen Dimensionen der Kirche außerhalb eines städtischen Zentrums spiegelte die einstige Bedeutung der Abtei Maillezais.

## Die Abteigebäude

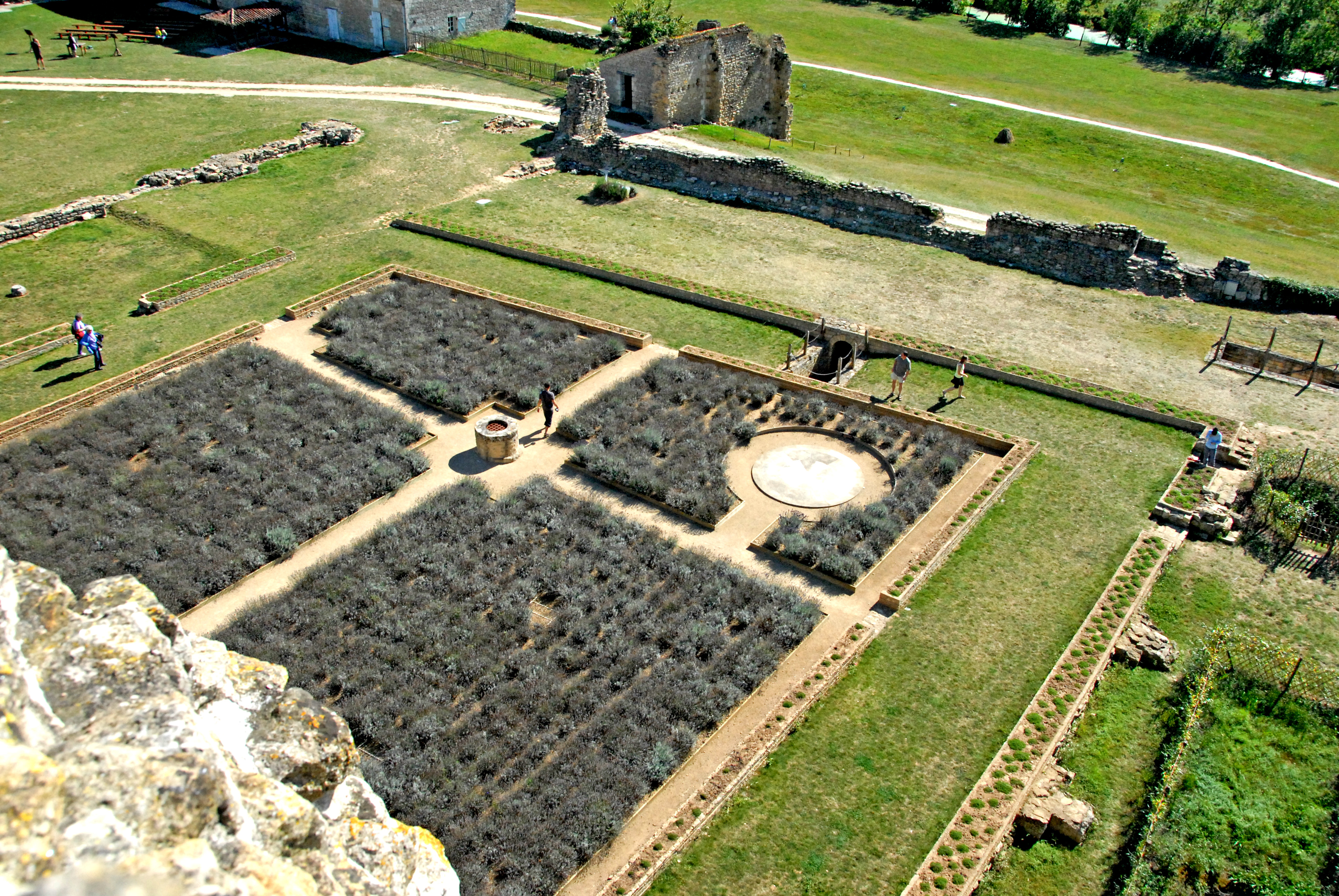
Maillezais, Kreuzgang (Lavendel), dahinter Keller unter Südflügel (sh.Treppen), vom Südturm

Wie bei nahezu jeder Abtei des Mittelalters grenzte auch hier der Kreuzgang (franz. Cloître) unmittelbar an die Südwand des Langhauses. Seine Maße zwischen den Wänden der umgebenden Gebäude betrugen ca. 30 × 30 Meter, die vermutlich wie auch sonst üblich zweigeschossig waren. Auch davon haben die Abbruchunternehmer, bis auf die Grundmauern, nichts übrig gelassen. An ihnen kann man sich teilweise die Grundrisse der Räumlichkeiten im Erdgeschoss erklären. Im Ostflügel war der Kapitelsaal, das geistige Zentrum eines jeden Klosters, mit nicht verschließbaren Tür- und Fensteröffnungen. Darüber befand sich in der Regel das Dormitorium (Schlafraum) der Chormönche, meist mit kurzer Treppenverbindung zur Kirche. In den West- und Südflügeln war das Refektorium (Speiseraum), die Küche, ein Waschraum und andere Räume untergebracht, die zum Leben im Kloster als erforderlich erachtet wurden. Das galt auch für das übrige Obergeschoss. Heute noch völlig intakt ist ein großer Gewölbekeller, in den Maßen des Südflügels und genau unter ihm, mit angespitztem Gewölbe und „gigantischen“ Gurtbögen. Über zwei Treppen, an einer Kopfseite und in der Mitte, kann man in den ehemaligen Vorratskeller hinabsteigen.

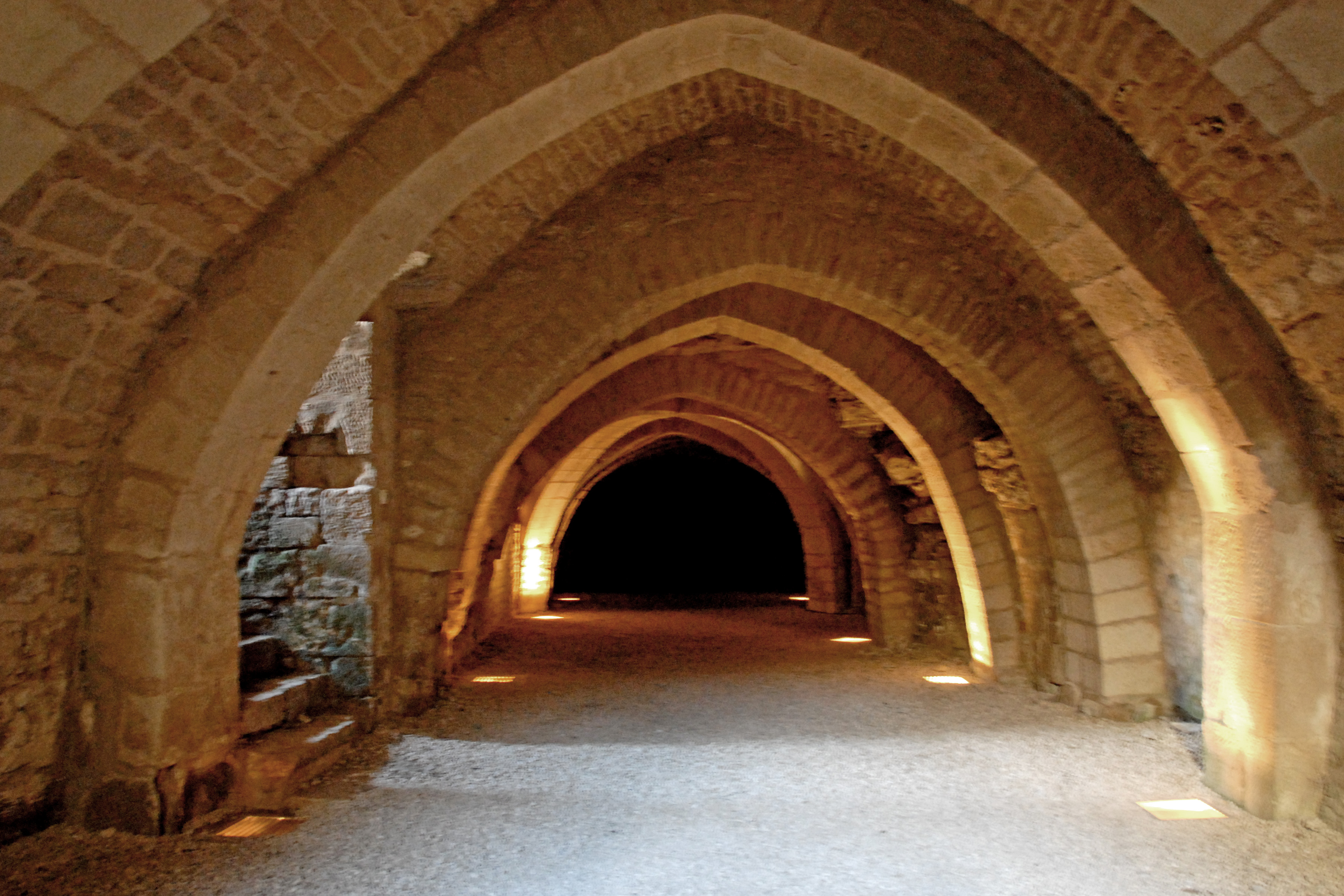
Maillezais, Vorratskeller, unter Südflügel neben Südgalerie

Die Ausdehnung des Kreuzgangs und seines Gartens ist heute durch eine Bepflanzung mit Lavendel sichtbar gemacht. Inmitten des Gartens gibt es noch den alten Brunnen mit seiner Einfassungsmauer.
Der Besetzung der Abtei durch die Hugenotten und ihre Umwandlung in einen „befestigten Platz“, gegen 1589 durch d’Aubigné veranlasst, ist es zu verdanken, dass die Westfront der Abteigebäude und das Westwerk der Abteikirche nahezu gänzlich mit massivem Steinmauerwerk mehrere Steinlagen dick verkleidet worden ist. Damit wurden alle möglichen Fenster- und Türöffnungen verbarrikadiert, bis auf einzelne Schießscharten. Am Fuß der „Verblendung“ erhielt die Befestigung eine böschungsartige Abschrägung mit ca. 45° Neigung. Dieser Zustand ist heute noch erhalten, abgesehen von weiteren Abbruchversuchen.
In größerer Höhe über dem ehemaligen Hauptportal der Kirche gibt es eine Reihe von oben nach unten abgestuften großen Kragsteinen, die vermutlich einmal die Basis für eine Batterie so genannter „Maschikulis“ war, die die oben genannte Befestigung ergänzte.

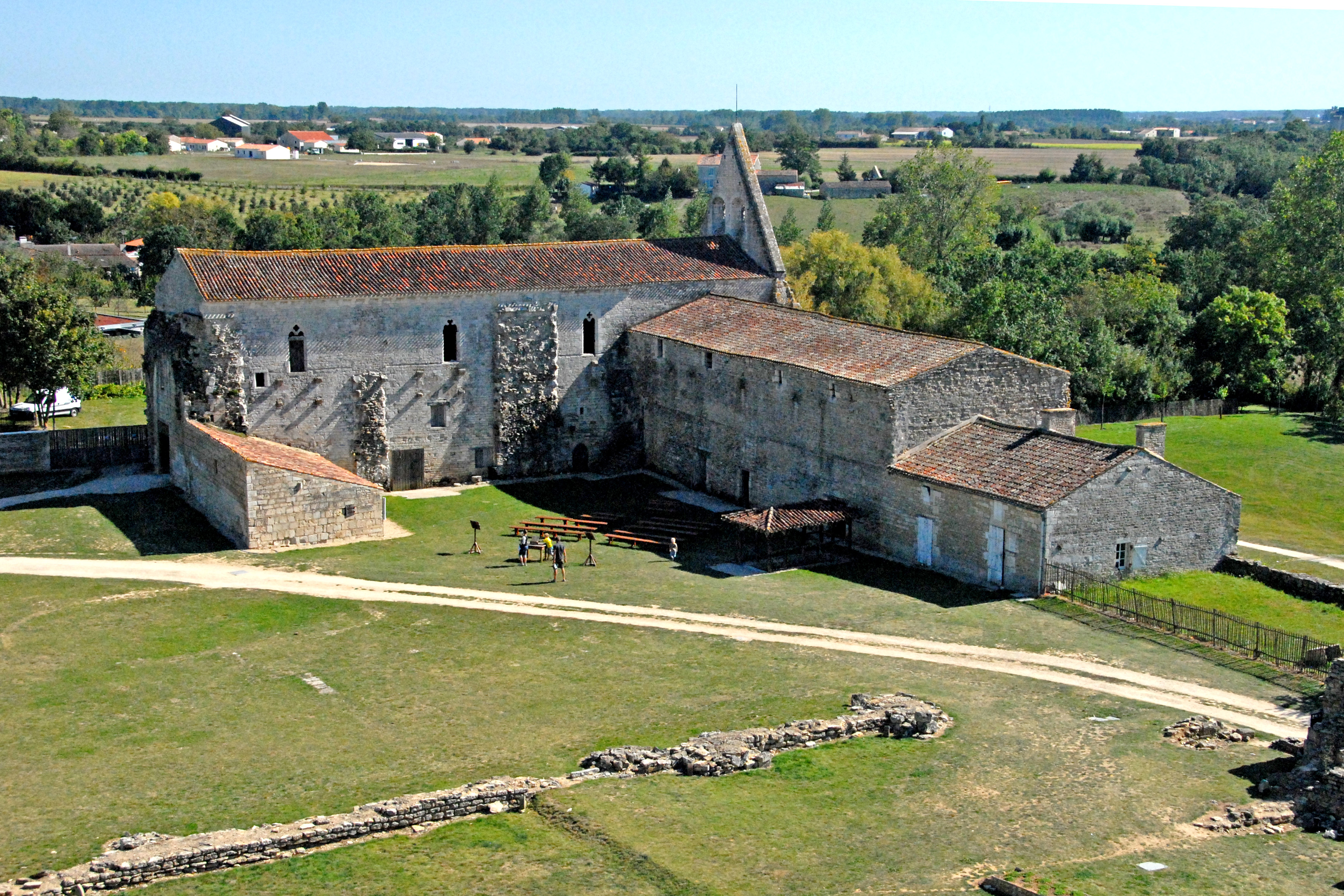
Maillezais, Konventsgeb. u. Hotel, v. Südturm

## Konvents- und Hotelgebäude
Nicht weit entfernt vor der Südwand der Abteigebäude verläuft ein Geländeversprung (Böschung) um etwa drei Meter abwärts, der dann weiter Richtung Osten verläuft. Hier war vor der Trockenlegung des Marais die Grenze zwischen Meer und Land.
Jenseits der Absenkung fällt das Gelände weiterhin aber deutlich flacher ab bis zu den ersten Entwässerungsgräben. Oberhalb der Böschung steht die Abtei und in Fortsetzung ihrer südöstlichen Ecke noch einige ihrer Nebengebäude, die untereinander mit einer Wehr- und Überflutungsschutzmauer verbunden waren. Weiter östlich ist die Schutzmauer im spitzen Winkel abgeknickt. Oben auf der senkrechten scharfen Kante sitzt ein rundes Wachhäuschen, eine Art Wahrzeichen für Maillezais. Vermutlich handelt es sich hierbei um einen ehemaligen „Wellenbrecher“, der die Kraft der anrollenden Dünung gebrochen hat.

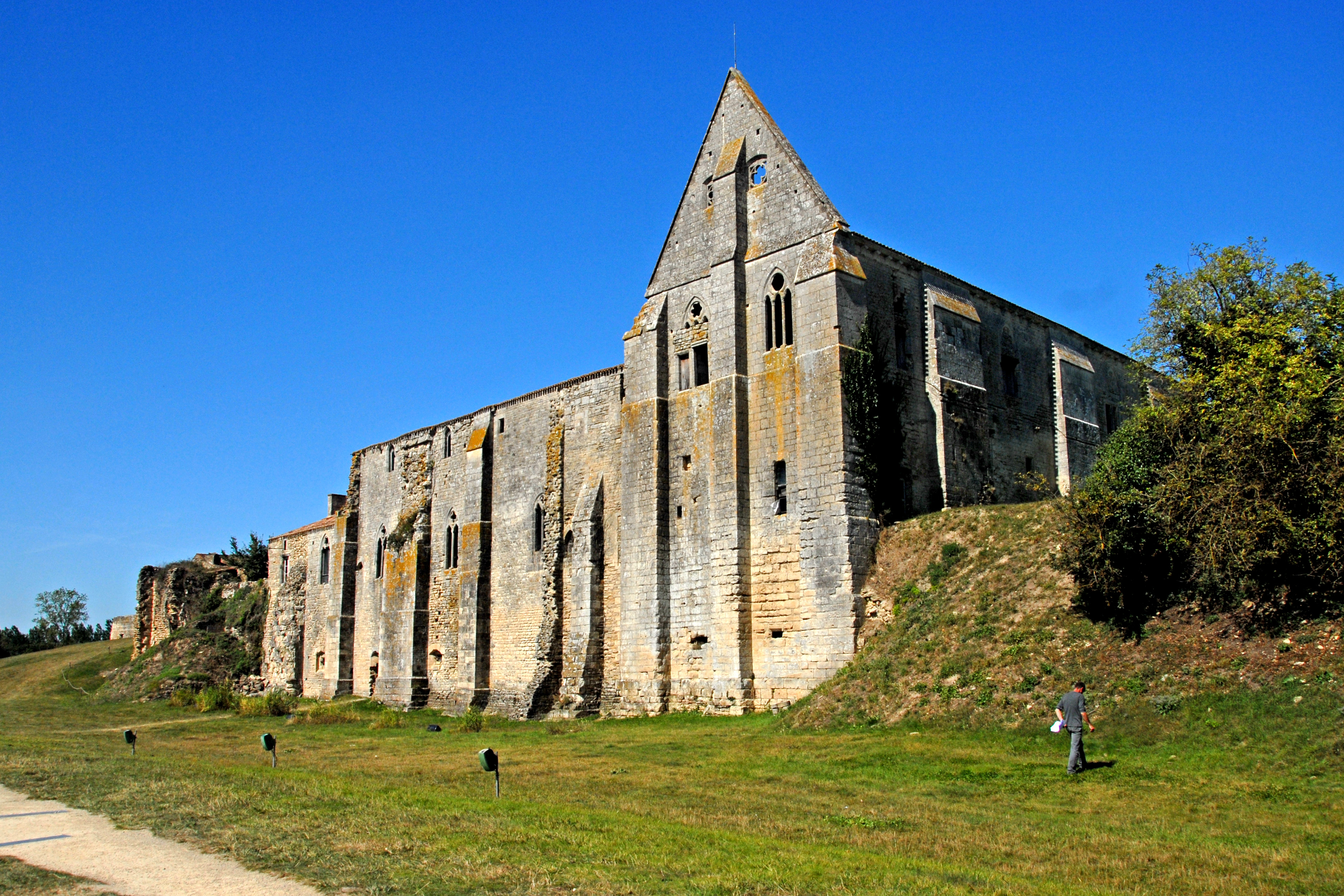
Konvents- u. Hotelgebäude, Südseite, im UG Salzkeller u. „Cachot de Rabelais“

Die Hôtel- und Konventsgebäude sind beide zweigeschossig, vom oberen Geländeniveau aus gesehen. Beide haben Untergeschosse, die vom oberen Geländeniveau nur über Treppen, vom unteren ebenerdig erschlossen wurden. Das Hôtel (franz. Hôtellerie), nord-südlich ausgerichtet, besaß im Erdgeschoss ein Refektorium und im Obergeschoss ein Dormitorium, wo nur die Gäste der Abtei untergebracht wurden. Im Untergeschoss gab es ein Gefängnis, das „Cachot de Rabelais“ genannt wird.
Das Konventsgebäude (für Laienbrüder), fast gleich groß wie das Hotel und quer zu diesem angeordnet, birgt im Erdgeschoss ein Refektorium und im Dachgeschoss ein Dormitorium, beides zur Nutzung der Laienbrüder der Abtei. Im Winkel der beiden Refektorien und untereinander räumlich verbunden befand sich die für Laienbrüder und Hotelgäste gemeinsame Küche. Unterhalb der Küche und des Refektoriums der Laienbrüder gibt es einen geräumigen Keller mit schwach angespitztem Gewölbe zur trockenen Lagerung von Salz, das in den nahen Salinen des Marais gewonnen wurde. In beiden Refektorien sind heute Ausstellungen von historisch bedeutsamen Fundstücken vom Gelände der Abtei untergebracht.

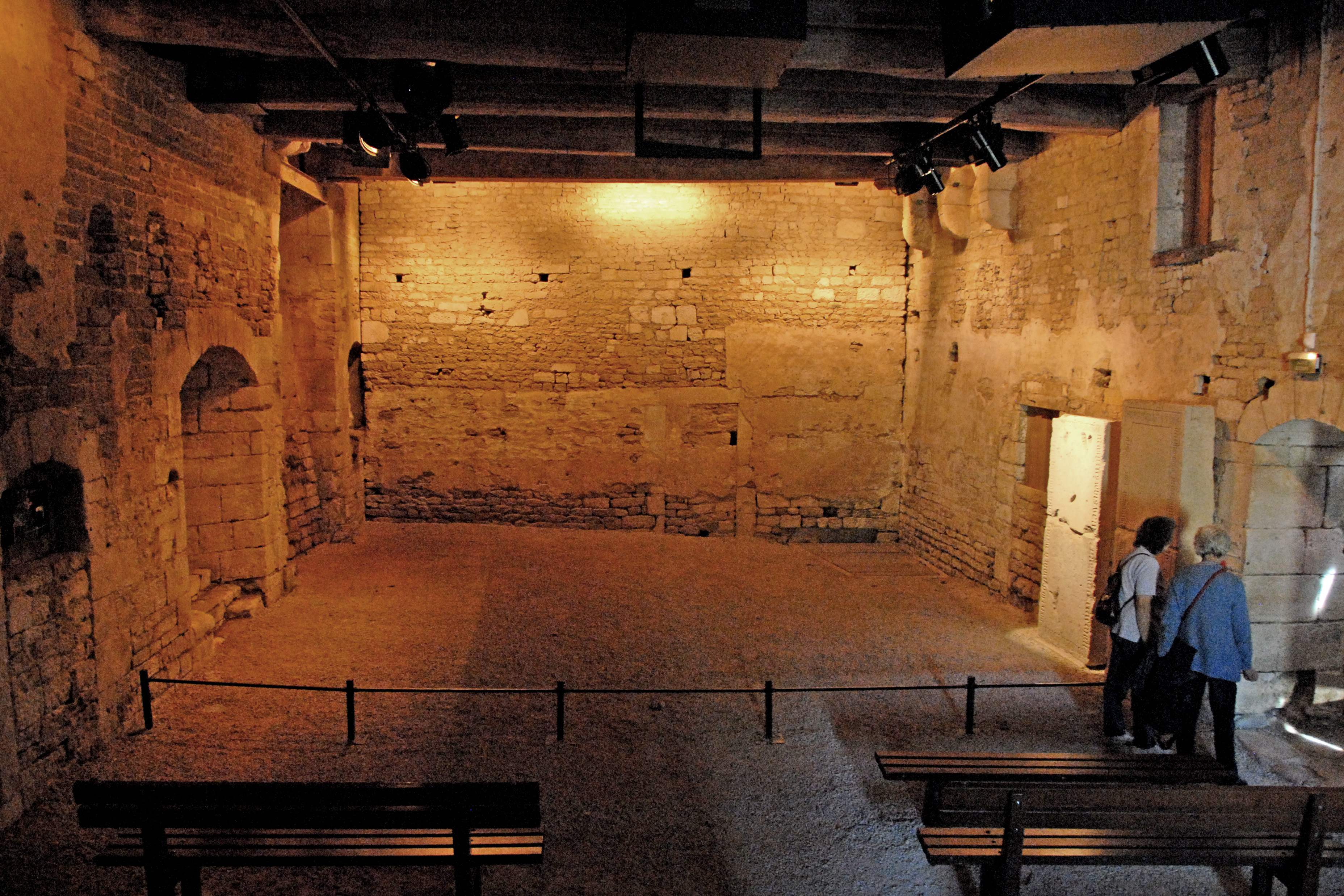
Maillezais, Refektorium Hotel

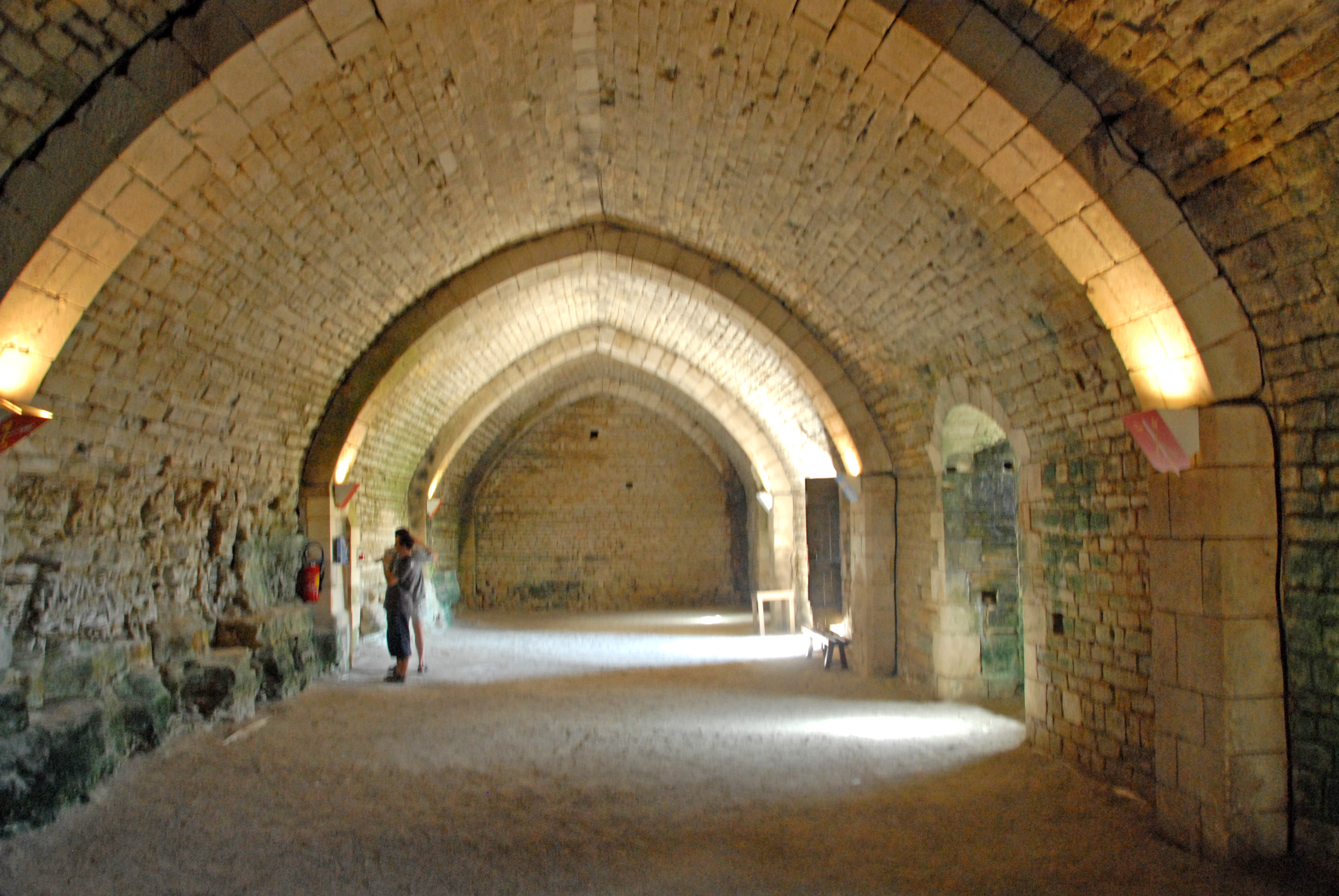
Maillezais, Salzkeller im Konventsgebäude

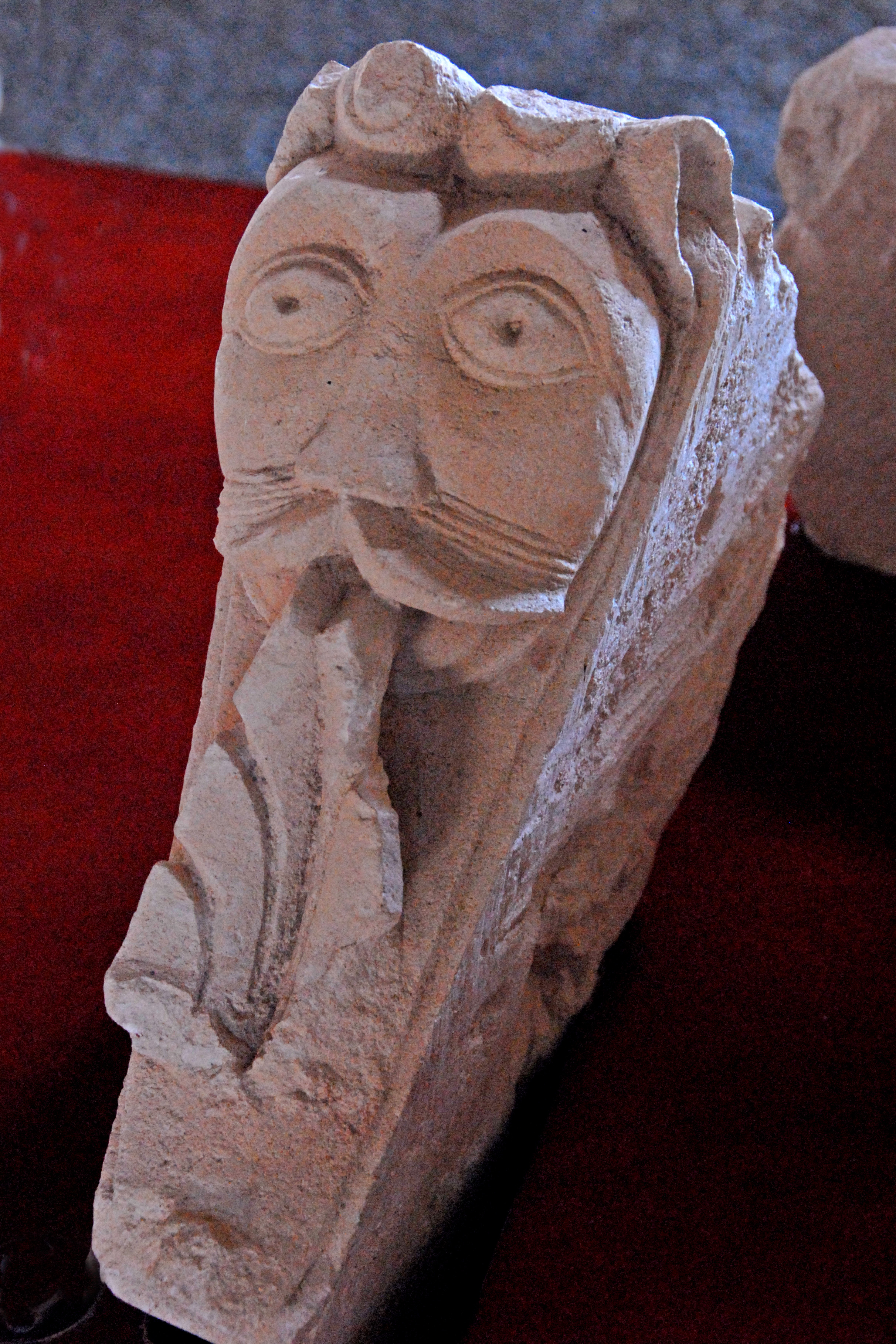
Museum, Kopfporträt, Reden mit gespaltener Zunge
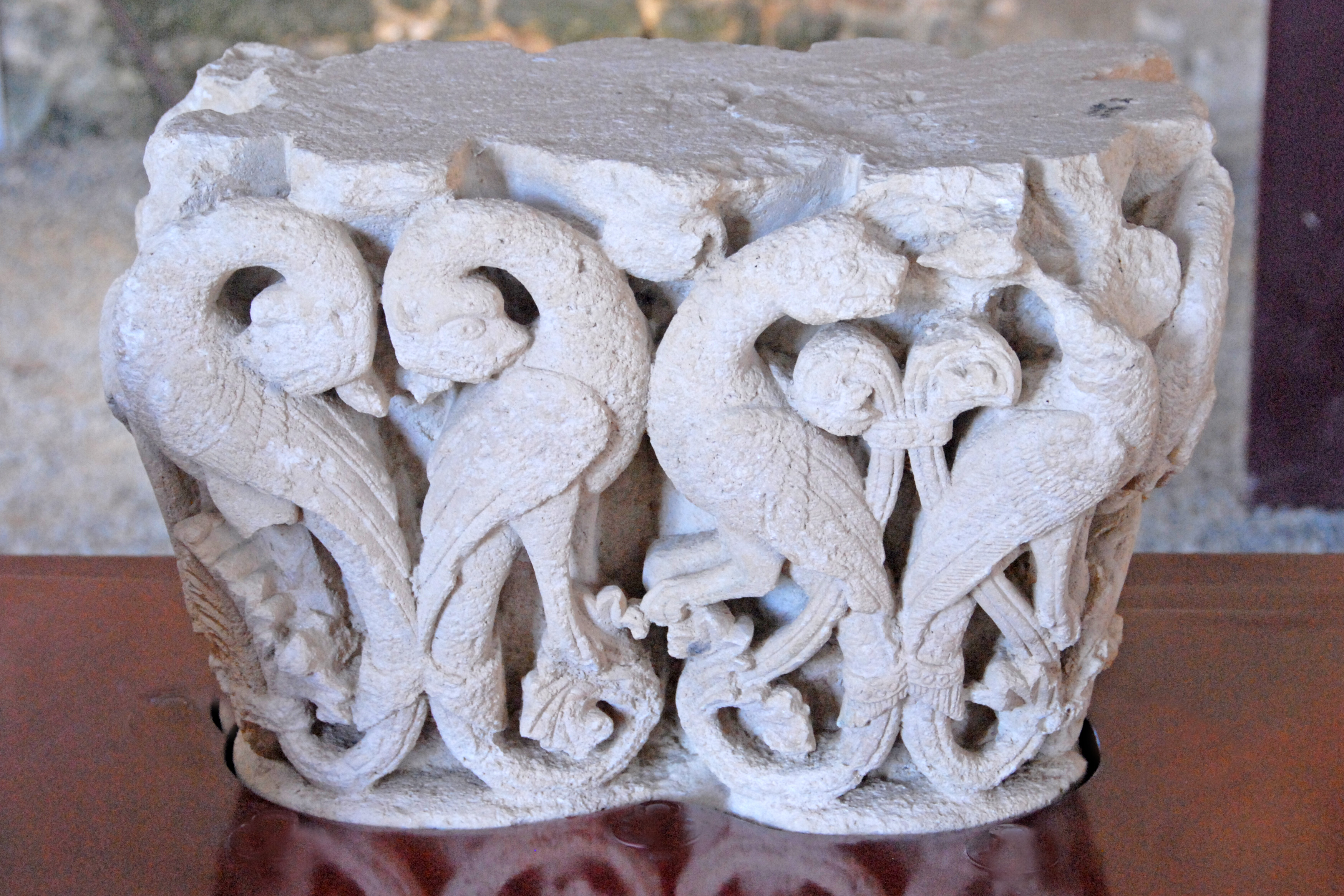
Museum, Kapitell mit Vögeln
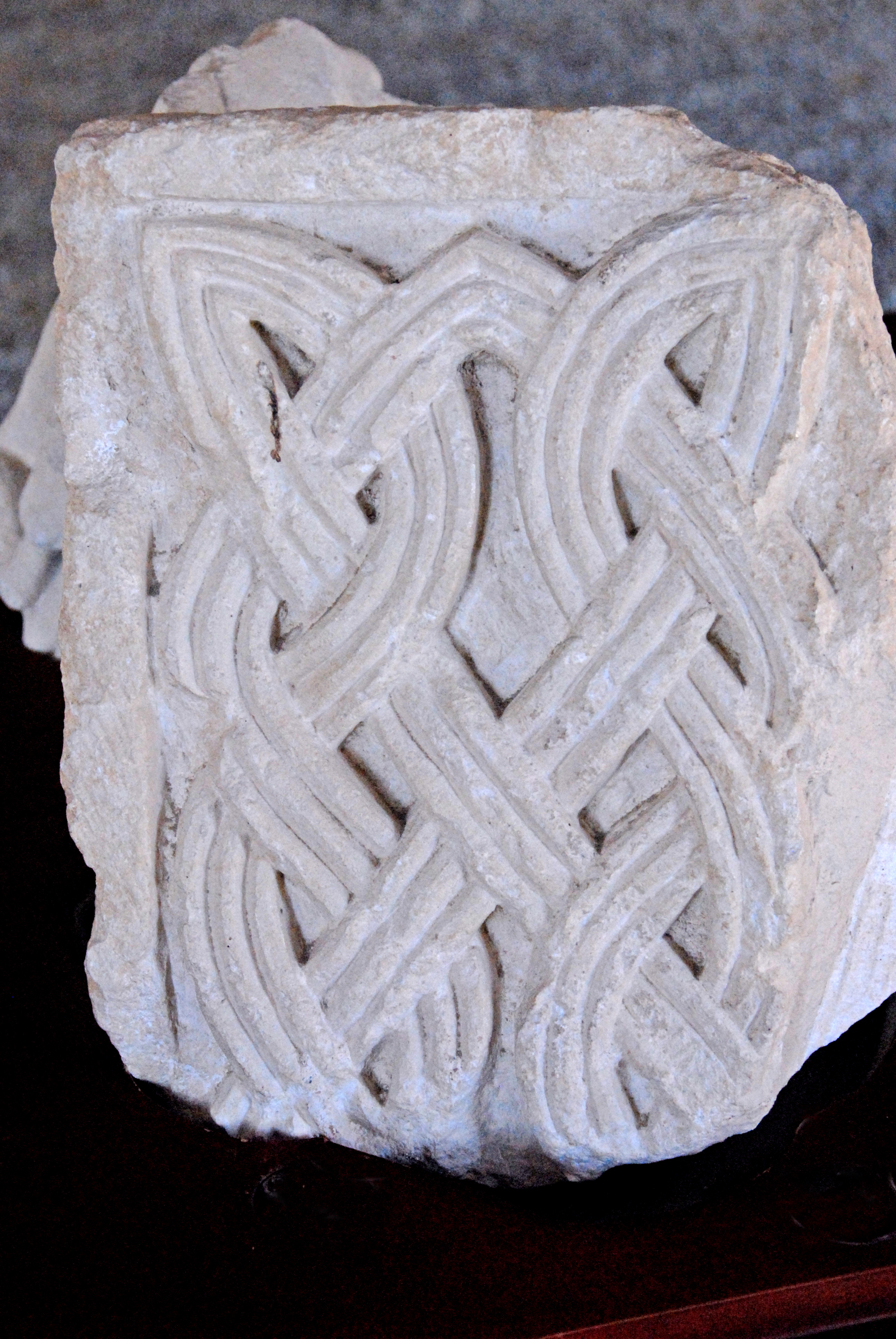
Museum, Flechtwerk, merowingisch
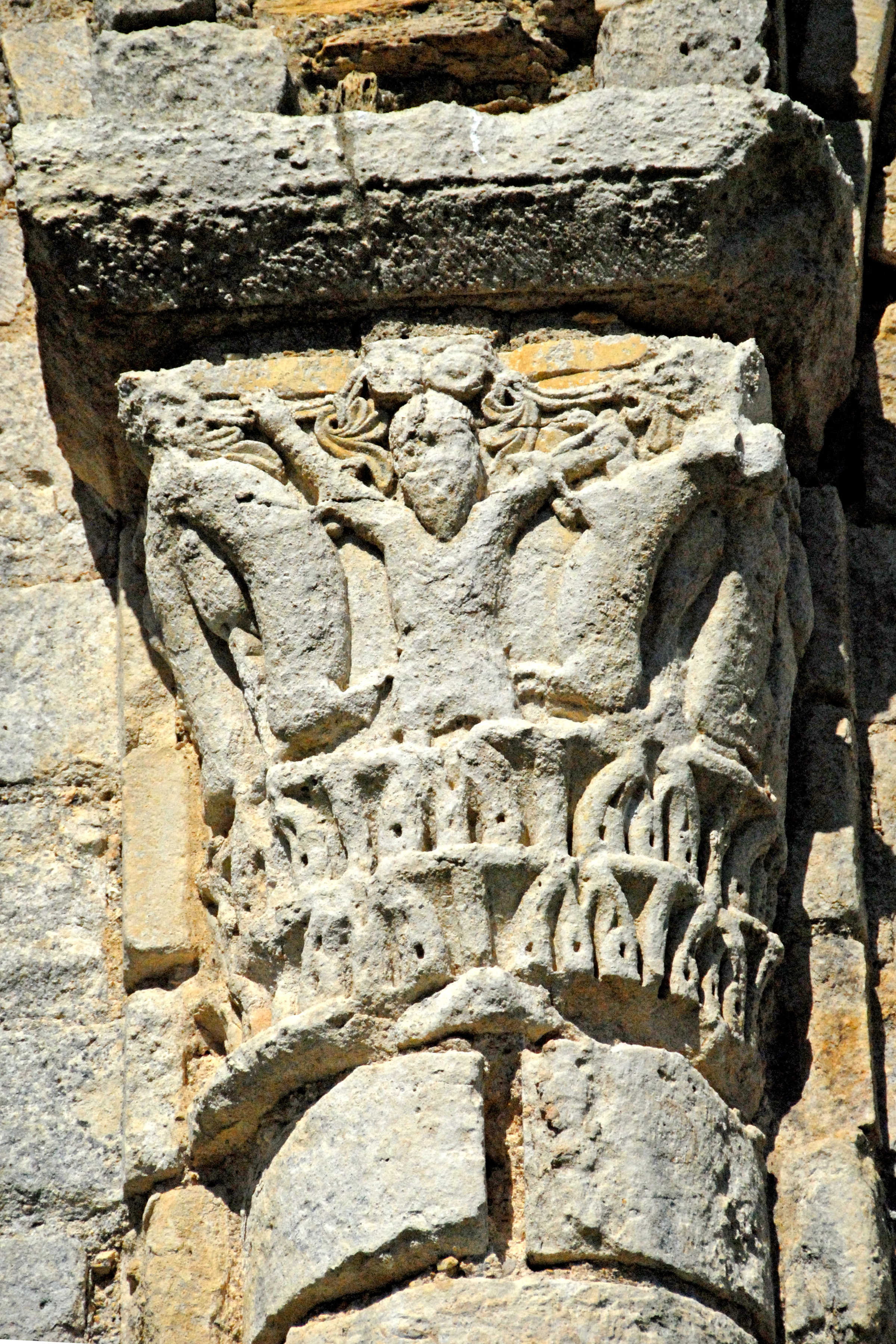
Kapitell, auf der Nordwand der Kirche

Das Konventsgebäude wird auf seiner südlichen Längswand und in deren Verlängerung auf der Giebelwand des Hotels mit neun großzügig bemessenen Mauervorlagen ausgesteift, die über drei, im Giebel sogar über vier Geschosse hinaufreichen. Auch auf den Längswänden des Hotels kennt man die Wandverstärkungen mit Mauervorlagen. Die Basen der Vorlagen sind teilweise vorderseitig abgeböscht und seitlich verbreitert.
Zwischen Konventsgebäude und Südecke der Abteigebäude gibt es auf der oberen Böschungskante die Reste des so genannten Torturms (franz. Tour-porte). Auf der dem Meer zugewandten Seite ist die Außenwand wie bei den Nachbargebäuden mit drei kräftigen Mauervorlagen abgestützt, dazwischen am unteren Rand zwei Tore mit Rundbögen, die vermutlich zur Namensgebung des relativ kleinen Bauwerks geführt haben.
- Örtlich aufgestellte Schau- und Schrifttafeln (französisch)
- Poitou, Thorsten Droste, DuMont 1999

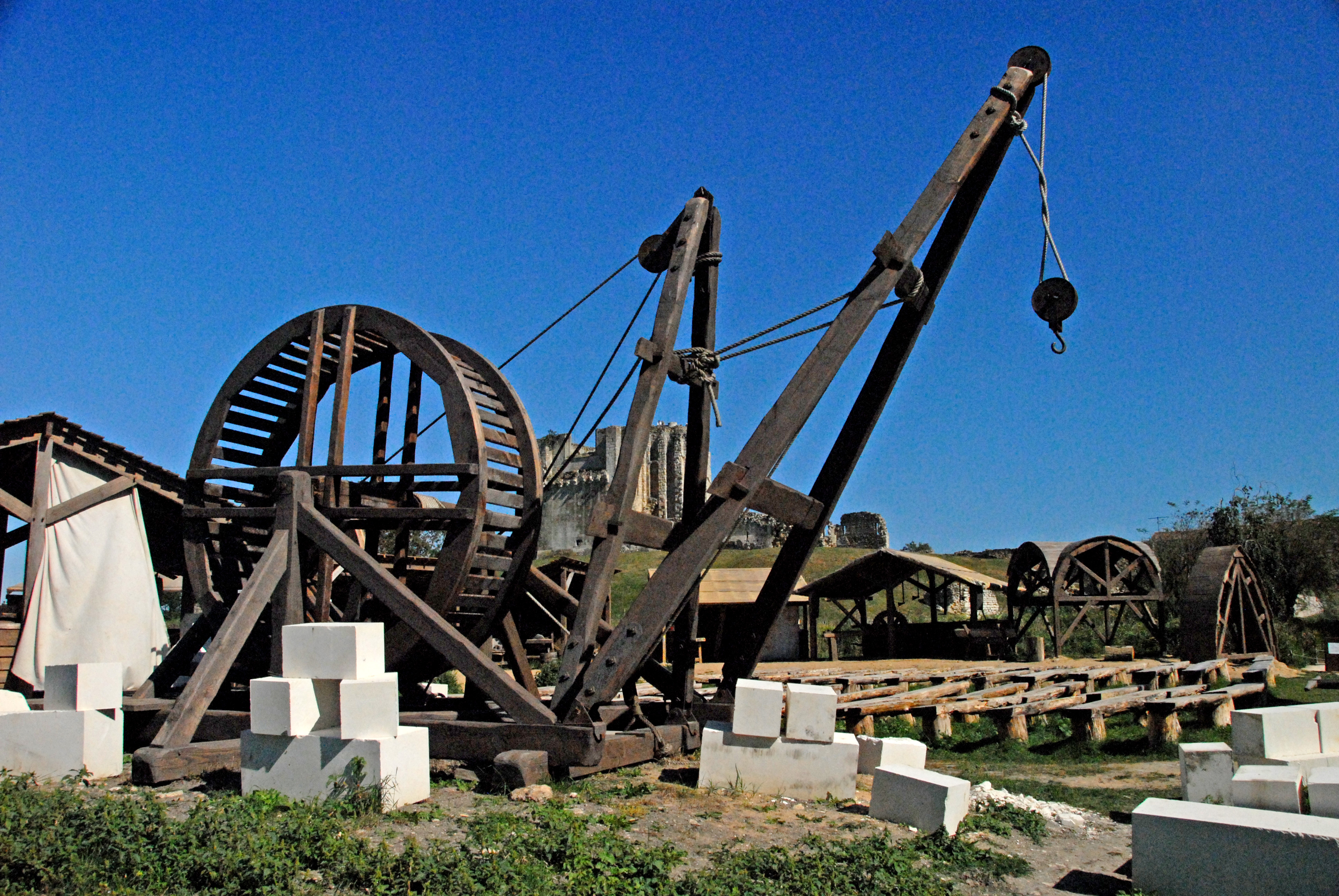
uMaillezais, Laufkran aus Holz

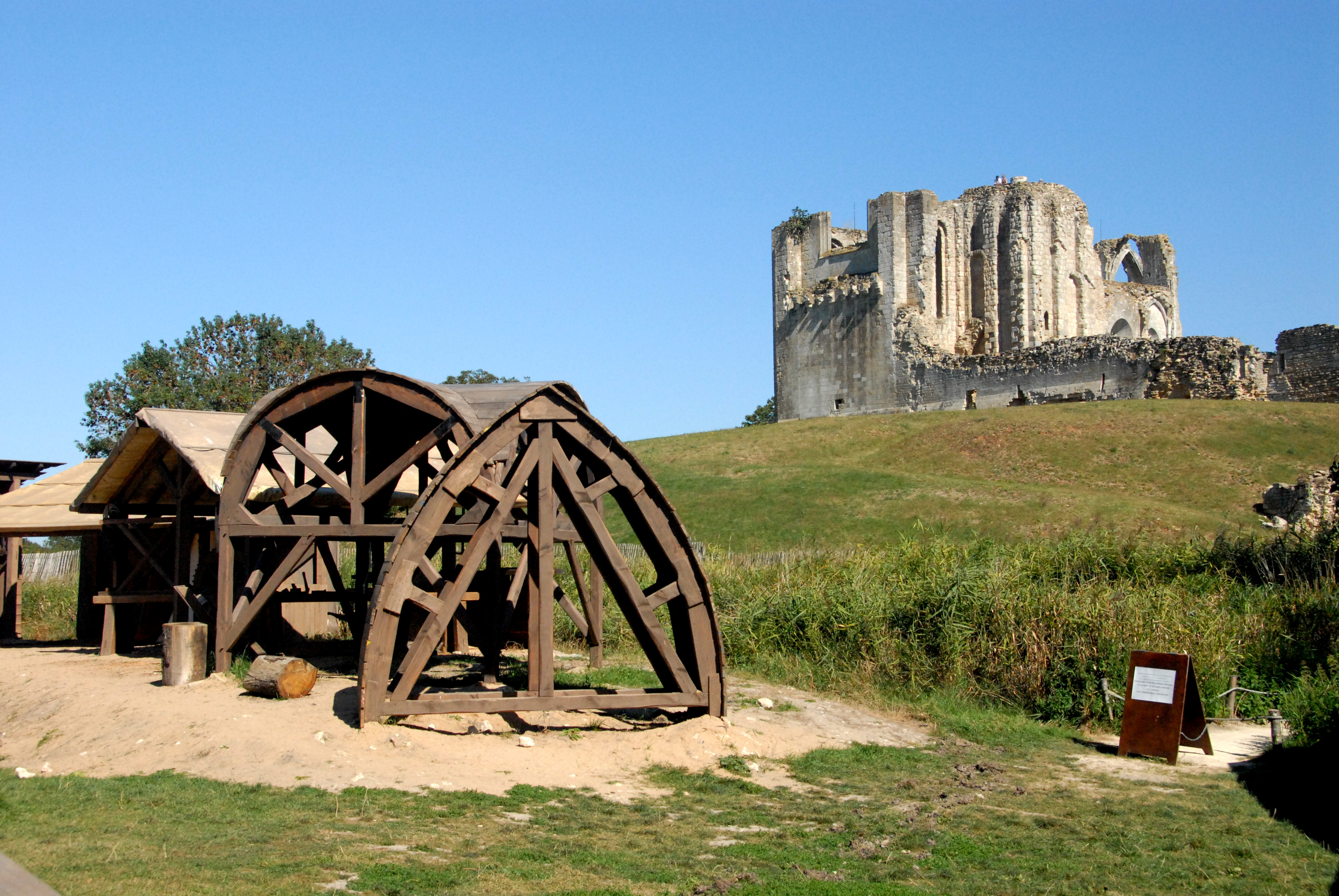
Maillezais, von Südwesten, Erlebnisarchäologie

## Außenbereich
Im Außengelände westlich der Abtei wird der Besucher in Form von „Erlebnisarchäologie“ mit baulichen Techniken des Mittelalters bekannt gemacht. Im Ruhezustand der Nachsaison kann man erkennen: Vertikaltransport schwerer Bauteile mit Holzkränen, angetrieben mit Laufrädern, Einrüstungen aus Holz, für das Mauern von Bögen und Gewölben, Horizontaltransport schwerer Lasten mit Schubkarren und andere.
In Nähe dieser „Werkstätten“ liegen die steinernen Extremitäten (Kopf, Arme, Füße) eines überdimensionale Riesen verstreut, das Werk eines heutigen Steinmetz-Künstlers.